# Sage van Âu Cơ

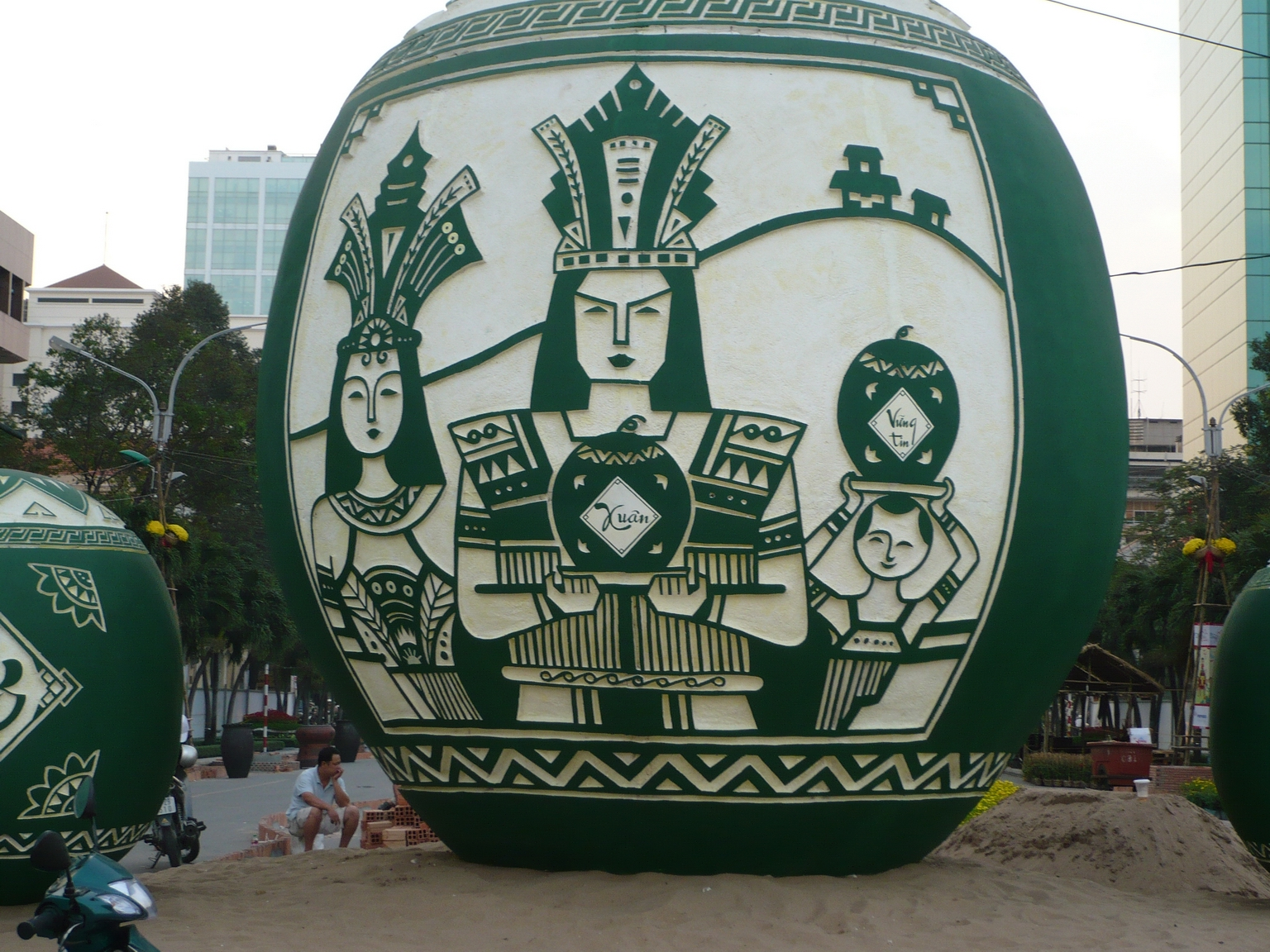
Verbeelding van de Sage van Âu Cơ voor het Tetfestival van 2009. Âu Cơ is links te zien, haar man Lạc Long Quân staat in het midden

De sage van Âu Cơ is een van de titels die gegeven wordt aan een Vietnamees volksverhaal over Âu Cơ, een fee die in de bergen leefde en trouwde met de draak Lạc Long Quân. Samen kregen ze 100 kinderen.

## Het leven van Âu Cơ
Âu Cơ was een jonge en mooie fee. Ze leefde in de bergen van wat wij tegenwoordig Vietnam noemen. Ze reisde veel door de bergen en genas zieken. Op een dag werd ze opgejaagd door een monster. Ze veranderde zichzelf in een kraanvogel om het monster te ontvluchten. Lạc Long Quân, de drakenkoning van de Zee, zag haar wegvluchten en doodde het monster met een steen. Âu Cơ stopte om te zien wie haar redde van het monster. Ze werd meteen verliefd op Lạc Long Quân.
Na verloop van tijd wilde Âu Cơ terug naar de bergen. Ondanks hun liefde voor elkaar scheidden ze weer. Lạc Long Quân nam 50 kinderen mee de zee in, Âu Cơ nam 50 kinderen mee de bergen in. Deze kinderen zouden later 50 slimme, sterke leiders worden van Vietnam. Later zouden ze de Hùng Koningen worden, leiders van de Hồng Bàng Dynastie. Hierdoor wordt Âu Cơ gezien als de moeder van de Vietnamezen.

## Âu Cơ in de moderne tijd
Âu Cơ is nog steeds van belang in het hedendaagse Vietnam. Het verhaal wordt om verschillende reden als belangrijk gezien. Een belangrijk punt is, dat dit verhaal gezien wordt als de bakermat van de culturele tolerantie van een sterk land. Vrouwen zien Âu Cơ als een heldin die vecht voor haar land en hun rechten.